# Niviventer bukit
Niviventer bukit — вид пацюків (Rattini), що живе в таких країнах: Китай, Лаос, В'єтнам, Таїланд, Малайзія, Індонезія.

## Таксономічні примітки
Відокремлений від N. fulvescens і раніше включав N. sacer (який раніше був синонімом N. confucianus).